# Manu Farrarons
Manu Farrarons est un artiste tatoueur polynésien, né en France en 1967, qui a grandi à Tahiti dans la culture polynésienne. Par sa connaissance du graphisme polynésien, il contribue à la diffusion des connaissances sur cet art traditionnel ancestral aujourd'hui sujet de nombreuses études,.
Manu Farrarons est un des artistes tatoueurs de Tahiti les plus renommés et créatifs,. Son art est composé d'un mélange de styles polynésiens, principalement marquisien, qu'il mêle aux influences Maori et Hawaiiennes.
Il a développé un style personnel basé sur les motifs polynésiens traditionnels. Ses créations utilisent les motifs polynésiens et leurs significations qu’il marie afin de ne faire que des tatouages uniques, reflétant les valeurs, la personnalité et l’histoire de ceux qui les portent.

## Biographie

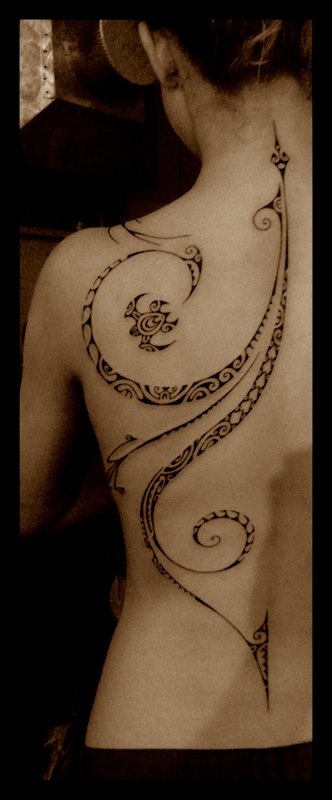
Création féminine dans le dos par Manu Farrarons.

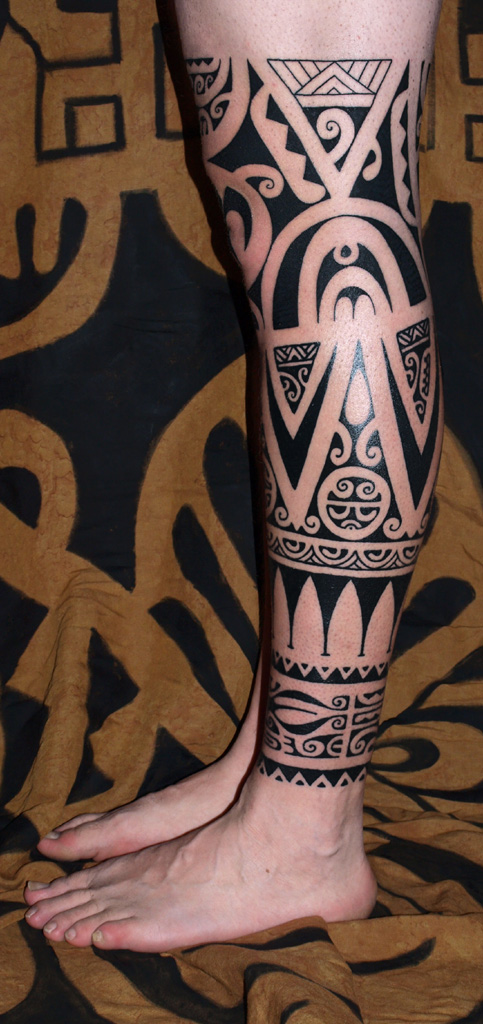
Une jambe tatouée par Manu Farrarons.

Né en 1967 à Cholet (France), il passe son enfance à Tahiti et est ainsi immergé dans la culture et l'ambiance polynésienne. Il se met très tôt à dessiner les motifs marquisiens et tahitiens mais le manque de ressources le pousse à rechercher les éléments graphiques traditionnels perdus ou oubliés. Manu Farrarons a commencé à exercer le tatouage dès ses quinze ans à Tahiti.
Après avoir passé un baccalauréat littéraire, il entre à l'École Normale de Tahiti en 1986 et en sort major à la fin de son cursus en 1990. Devenu enseignant, il n'a cessé de parfaire sa connaissance des motifs marquisiens notamment en effectuant des recherches à Tahiti et à Hawaii où il a eu accès aux archives anthropologiques conservées par le Bishop Museum de Honolulu.
Sa maîtrise du style et des graphismes polynésiens en fait aujourd'hui un des artistes tahitiens des plus renommés sur la scène internationale du tatouage,.

## Sa carrière
Après avoir s'être retiré de l’enseignement afin de pouvoir exercer sa passion, Manu Farrarons crée son studio "Mana'o Tattoo" à Papeete. Le mot "Mana'o" signifie en langue tahitienne le savoir, la pensée ou encore la réflexion.
Ses talents sont repérés par différents médias pour lesquels il a réalisé de nombreux logos et autres illustrations. Il a tatoué des personnalités comme Ali Campbell et Astro du groupe UB40 en tournée à Tahiti en 2003.
En 2015, Manu quitte Tahiti et son studio pour s'installer à Los Angeles, USA, afin de continuer sa carrière. En 2018, il y ouvre son nouveau studio sous le même nom, "Mana'o Tattoo Los Angeles". 

## Récompenses
En 2005, lors du premier festival Tattoonesia à Moorea en Polynésie française, Manu Farrarons est primé pour une de ses œuvres.
En 2008, à l’occasion du grand festival Ink N Iron de Long Beach en Californie, il est récompensé et gratifié du titre de Meilleur Artiste Tribal de l'année pour l'ensemble de ses œuvres présentées dont l'une a en outre reçu le prix « Best Tribal 2008 ».
En mars 2010, deux de ses œuvres remportent chacune le deuxième prix en catégorie « Tribal » au Sydney Tattoo and Body Art Expo en Australie.
En 2011, Manu se voit à nouveau décerner le titre de « Meilleur artiste tribal » au festival Ink N Iron de Long Beach.
En 2013 il remporte la 1ère place en catégorie Open au festival Polynesia Tatau à Tahiti.
EN 2014, Manu apparait dans le documentaire de France Télévisions "Tatau, la culture d'un art".
En 2014, il est nommé Président du Jury du Festival Polynesia Tatau à Tahiti.
En 2015, Manu devient Ambassadeur Culturel de la compagnie Polynésienne Air Tahiti Nui.
En Juin 2015, il remporte à nouveau le titre de meilleur tatoueur tribal au festival Ink N Iron de Long Beach en Californie.
En 2016, il lui est élu meilleur artiste en tribal lors du concours Art Gathering LA à Los Angeles.
En Novembre 2016, il reçoit le prix Best of Day au NZ Tattoo and Art Festival à Taranaki en Nouvelle Zélande.
En décembre 2018, il lui est consacré un article de 8 pages dans le magazine américain Tattoo Magazine USA.
Il est considéré dans son pays ainsi qu’aux États-Unis comme un expert du tatouage polynésien/marquisien moderne,.
Il réalise la plupart de ses créations à main levée (freehand).